# Leila Stockmarr
Leila Stockmarr, née le 1er avril 1982 à Copenhague (Danemark), est une femme politique danoise, membre de la Liste de l'unité. Elle est membre du Folketing depuis 2024.

## Biographie
Leila Stockmarr obtient en 2009 un diplôme en sciences politiques avec une spécialisation sur le Moyen-Orient à la School of Oriental and African Studies de Londres. L'année suivante, elle est diplômée en sciences politiques à l'université de Roskilde, dont elle obtient en 2015 un doctorat en études globales.
En octobre 2015, elle rejoint L'Alternative en tant que conseillère politique. Elle quitte ce rôle en septembre 2017, après avoir été recrutée par l'université de Copenhague. Elle revient travailler pour L'Alternative seulement quelques semaines plus tard, après s'être vu offrir le rôle de chef politique du parti. Elle quitte ce rôle en septembre 2018.
Après avoir travaillé pour l'agence de communication Advice, elle rejoint en octobre 2019 le ministère du Climat et de l'Énergie pour des missios centrées sur la coopération internationale dans la lutte contre le changement climatique.
En mars 2020, elle annonce rendre sa carte de membre de L'Alternative, en protestation contre sa nouvelle présidente, Josephine Fock.
En 2021, elle rejoint la Liste de l'unité, et se présente sur la liste du parti aux élections municipales de novembre à Copenhague, sans toutefois être élue au conseil municipal. Elle est alors conseillère du parti pour les questions de politique étrangère.
Elle est candidate aux élections législatives de novembre 2022, mais ne parvient pas à remporter de siège, devenant seulement la première suppléante de son parti dans la circonscription de Copenhague. À ce titre, elle siège comme membre intérimaire du Folketing du 22 novembre au 8 janvier 2023, pendant le congé de la députée Rosa Lund,.
Elle devient députée de plein exercice le 1er novembre 2024 après la démission de l'élue Jette Gottlieb. Suite à son entrée en fonction, elle devient la porte-parole du groupe parlementaire de la Liste de l'unité pour le climat, l'environnement, la nature et les transports.